# Ostrówiec (Grande-Pologne)
Pour les articles homonymes, voir Ostrówiec.
Ostrówiec est une localité polonaise de la gmina et du powiat de Kępno en voïvodie de Grande-Pologne.